# Jacques de Sierck
Pour les articles homonymes, voir Sierck (homonymie).

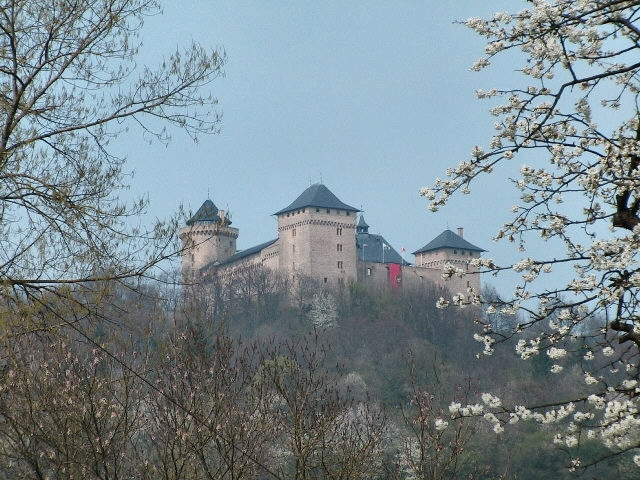
Le château-fort de Malbrouck (ou du Meinsberg), où Jacques de Sierck fut consacré archevêque en 1439.

Jacques de Sierck (en allemand : Jakob I. von Sierck) (1400-1456) fut archevêque de Trèves de 1439 à 1456 et archichancelier de l’empereur Frédéric III à partir de 1441. Le pape l'autorisa, en 1454, à fonder une université à Trèves - laquelle n’ouvrit ses portes dans les faits qu’en 1473.

## Biographie
Jacques de Sierck, fils du chevalier Arnoud de Sierck, est issu de la lignée des seigneurs de Sierck-les-Bains en Lorraine.
Intelligent et ambitieux, il noua très jeune nombre de contacts utiles pour se hisser aux postes importants de l'administration du Saint Empire.
« Chanoine domicillaire » du chapitre cathédral de Trèves dès 1414, il cumula cette prébende avec celle du chapitre de Metz.
Il étudia le droit canon à Heidelberg, Florence et Rome entre 1415 et 1418, année où il devint chanoine titulaire avant d'obtenir en 1423 la direction du séminaire de Trèves.
Il fut consacré archevêque le 30 août 1439 dans la chapelle familiale du château de Manderen. Cependant, il avait dû faire face aux atermoiements de la papauté : élu dès 1430 archevêque par le chapitre de Trèves aux dépens du doyen du chapitre de Cologne, Ulrich von Manderscheid, il avait accepté — contre dédommagement — de s'en remettre au pape Martin V par suite du vote douteux (double vote) de l'évêque de Spire, Raban de Helmstatt. Le pape reconnut la légitimité du vote de 1439 (organisé le 19 mai 1439 par le pape Eugène IV).

## Archevêque de Trêves
Les neuf années d’intérim avaient mené l’archevêché au bord de la faillite, ne serait-ce que par la faide décrétée contre Ulrich von Manderscheid (1432–1436) ; l'augmentation des impôts sur les clercs permit à Jacques de Sierck de rétablir les finances.
En tant qu'archevêque de Trêves, il fut nommé archichancelier, ce qui fit de lui l'un des plus puissants seigneurs de l'Empire. Il réforma en 1441 les statuts des collégiales Saint-Siméon et Saint-Paulin de Trèves, puis en 1451 ceux de Saint-Castor à Coblence ; le changement atteignit finalement le chapitre canonial de Trèves lui-même, ce pour quoi il avait demandé en 1450 au pape Nicolas V l'autorisation de réformer les monastères franciscains de son diocèse.
Il obtint en 1455 du souverain pontife l'autorisation de fonder une université mais, faute de subsides, ne put mener à bien ce projet, qui n'aboutit qu'en 1473.
Travailleur infatigable, il mit tout son zèle à l'administration du Saint-Empire, tant sur le plan religieux (organisation du Concile de Bâle) que civil. Il parvint ainsi à s'imposer dans les affaires du Saint-Siège en soutenant les revendications du dernier antipape Félix V, ce qui lui valut une suspension (purement formelle d'ailleurs) d'un an par le pape Eugène IV. Au terme de pénibles tractations, le pape Nicolas V le rétablit à la tête du diocèse le 9 septembre 1447.
À la suite d'une longue maladie qui l'empêchait d'assurer les offices, il s’éteignit le 28 mai 1456 à Pfalzel près de Trèves et, conformément à ses vœux, fut inhumé dans l'Église Notre-Dame de Trèves. Son tombeau, dont l'emplacement était perdu depuis des siècles, fut mis au jour en 1949. L’épitaphe du sarcophage est l'œuvre la plus ancienne (1462) que l'on connaisse du sculpteur néerlandais Nikolaus Gerhaert van Leyden († 1473).